# 维也纳大学哲学系
维也纳大学哲学系（Das Institut für Philosophie an der Universität Wien）是维也纳大学哲学与教育学院下辖的两个学系之一，是维也纳学派诞生地之一，有约4000学生、18位教授、50位教职员工以及每学期50位客座教授。

## 历史沿革
自2002年大学改革（Universitätsgesetz 2002），与教育学系一起并入维也纳大学哲学与教育学院。

## 研究领域
目前，维也纳大学哲学系有五大研究领域：
- 语言哲学、逻辑学、认识论、心灵哲学
- 科学哲学、媒体与技术哲学、社会本体论
- 政治哲学、伦理学/应用伦理学、跨文化哲学
- 現象學、后结构主义、性别理论
- 美学、歐陸哲學[2]

## 学位设置
- 本科：哲学；心理学与哲学；伦理学
- 硕士：哲学；心理学与哲学；哲学与经济学[註 1]；认知科学；科学哲学与科学史
- 博士：哲学
- 辅修模块（Erweiterungscurricula, EC）：美学与文化哲學；伦理学；哲学通论；哲学史；知识创造[3]

## 校友和教师
- 鲁道夫·卡尔纳普
- 摩里茲·石里克
- 埃德蒙德·胡塞爾
- 弗朗兹·布伦塔诺
- 阿尔弗雷德·舒茨